# Montmerle-sur-Saône
Montmerle-sur-Saône település Franciaországban, Ain megyében. Lakosainak száma 3798 fő (2022. január 1.). Montmerle-sur-Saône Francheleins, Guéreins, Lurcy, Montceaux, Saint-Georges-de-Reneins és Belleville-en-Beaujolais községekkel határos.

## Népesség
A település népességének változása:
| Lakosok száma | 1273 | 2023 | 2830 | 3697 | 3818 | 3794 | 3793 | 3783 | 3761 | 3798 |
|               | 1968 | 1982 | 1999 | 2006 | 2011 | 2015 | 2017 | 2018 | 2020 | 2022 |